# Нейгофнунгська волость
Нейгофнунгська волость — історична адміністративно-територіальна одиниця Бердянського повіту Таврійської губернії.
Станом на 1886 рік складалася з 5 поселень, 4 сільських громад. Населення — 2890 осіб (1401 чоловічої статі та 1489 — жіночої), 256 дворових господарств.
|                     | Площа, десятин | У тому числі орної, дес. |
| ------------------- | -------------- | ------------------------ |
| Сільських громад    | 9060           | 5826                     |
| Приватної власності | —              | —                        |
| Казенної власності  | —              | —                        |
| Іншої власності     | 120            | 120                      |
| Загалом             | 9180           | 5946                     |

Поселення волості:
- Нейгофнунгсталь — колонія німців при річці Чокрак, 581 особа, 41 двір, молитовний будинок, школа, черепичний завод, цегельний завод, 3 лавки.
- Нейгофнунг — колонія німців при річці Берда за 18 верст від повітового міста, 1317 осіб, 102 двори, молитовний будинок, школа, цегельний завод, 2 лавки.
- Нейштугтарт — колонія німців, 484 осіб, 51 двір, 2 молитовних будинки, школа.
- Розенфельд — колонія німців при річках Обитічній та Чокрак, 410 осіб, 50 дворів, молитовний будинок, школа.
- Штейнталь — колонія німців при річці Берда, 98 осіб, 12 дворів, школа.